# Castelo de San Esteban de Deyo
O Castelo de San Esteban de Deyo, também conhecido como Castelo de Monjardín, localiza-se no termo do município de Villamayor de Monjardín, na província e comunidade autónoma de Navarra, na Espanha.
Ergue-se no alto do Mont Jardín, em posição dominante sobre a povoação, a 890 metros acima do nível do mar. O primitivo nome dessa elevação era "Deyo", razão pela qual o castelo é assim denominado.
A tradição afirma que o actual nome se deve ao rei Sancho Garcés I de Navarra, e que a toponímia "Mont Jardín" seria uma contração de "Monte Garcini" ou "Mont de Garzés", embora autores como Mikel Velasco (Glosario de rutas) considerem que seja apenas uma composição de "Mont" e "Jardín".
Em documentos medievais, a fortificação é denominada como Castelo de Sant Estevan de Mont Iardin, como por exemplo na doação do bispo de Pamplona ao rei, em 1223, com outras variantes gráficas, empregando as grafias de Navarra "yll" e "ill".

## História
Remonta a uma fortificação muçulmana do século X.
Uma lenda local situa aqui os restos mortais do rei Sancho Garcés I, que o conquistou em 908. Essa conquista foi importante à época, uma vez que a fortificação representava o controle do acesso das forças do reino de Navarra ao vale do rio Ebro. Anteriormente à Reconquista cristã da região por forças de Pamplona e à ocupação islâmica dos Banu Cassi de Tudela, existe crónica de que foi sitiado pelas forças de Carlos Magno, de regresso após a malograda campanha de Zaragoza e, meses depois pelo Emir Abderramão I de Córdoba. Assim como o parentesco do então chefe Basco (ou magnata hispanogodo?), Moxmino, com a posterior família real dos Jimenas.
Posteriormente, o castelo e seus domínios foram doados pelo rei Sancho II de Navarra ao Mosteiro de Irache e, pelo rei Sancho III de Navarra, à Sé de Pamplona.
No início do século XVI figuram na posse do duque de Alba, talvez como recompensa pelos serviços prestados na invasão e anexação da região da Alta Navarra, em 1512.
No século XIX, durante as Guerras Carlistas, o castelo foi ocupado alternadamente pelas forças centralistas e pelas forças carlistas.

## Características
O castelo apresenta as dimensões de 72 metros de comprimento por 30 metros de largura em sua parte mais larga. Do recinto medieval apenas restam os antigos muros de arenito e a cisterna, no interior de uma edificação com tecto abobadado. As muralhas delimitam um terreiro plano onde se ergue uma ermida de construção tardia. Observam-se ainda os restos da torre de menagem.